# Florence-Empoli
Florence-Empoli (en italien : Firenze-Empoli) est une course cycliste italienne disputée au mois de février entre Florence et Empoli. Créée en 1988, cette épreuve inaugure habituellement la saison cycliste chez les élites en Toscane,. Elle est organisée par le GS Maltinti Lampadari. 
La course fait partie du calendrier national de la Fédération cycliste italienne.

## Palmarès
| Année | Vainqueur                 | Deuxième              | Troisième              |
| ----- | ------------------------- | --------------------- | ---------------------- |
| 1988  | Giovanni Scatà            |                       |                        |
| 1989  | Sandro Manzi              |                       |                        |
| 1990  | Valerio Donati            |                       |                        |
| 1991  | Maurizio Tomi             |                       |                        |
| 1992  | Paolo Fornaciari          |                       |                        |
| 1993  | Raffaele Cimmino          |                       |                        |
| 1994  | Alessandro Calzolari (it) |                       |                        |
| 1995  | Fabio Colombini           |                       |                        |
| 1996  | Gabriele Balducci         | Oscar Cavagnis        |                        |
| 1997  | Luca Cei                  |                       | Moreno Di Biase        |
| 1998  | Yauheni Seniushkin        |                       |                        |
| 1999  | Volodymyr Gustov          |                       |                        |
| 2000  | Leonardo Branchi          |                       |                        |
| 2001  | Yaroslav Popovych         | Lorenzo Bernucci      | Roman Luhovyy          |
| 2002  | Roman Luhovyy             |                       |                        |
| 2003  | Daniele Di Nucci          | Gianluca Coletta (it) | Rosario Ferlito        |
| 2004  | Nicola Scattolin          | Massimo Mazzanti      | Fabrizio Amerighi      |
| 2005  | Daniele Di Nucci          | Emanuele Rizza        | Riccardo Riccò         |
| 2006  | Aurélien Passeron         | Manolo Zanella        | Teddy Turini           |
| 2007  | Cristiano Benenati        | Francesco Ginanni     | Giuseppe Di Salvo      |
| 2008  | Pierpaolo De Negri        | Massimo Pirrera       | Teddy Turini           |
| 2009  | Davide Appollonio         | Fabio Fadini          | Pierpaolo De Negri     |
| 2010  | Kristian Sbaragli         | Matteo Belli          | Massimo Pirrera        |
| 2011  | Matteo Mammini            | Winner Anacona        | Antonio Parrinello     |
| 2012  | Marco Zamparella          | Massimo Pirrera       | Luca Dugani Flumian    |
| 2013  | Alberto Bettiol           | Thomas Fiumana        | Gennaro Giustino       |
| 2014  | Luca Sterbini             | Luca Benedetti        | Thomas Pinaglia        |
| 2015  | Thomas Pinaglia           | Andrea Toniatti       | Simone Bernardini (en) |
| 2016, | Davide Ballerini          | Vincenzo Albanese     | Nicola Bagioli         |
| 2017  | Gabriele Bonechi          | Paolo Baccio          | Emanuele Onesti        |
| 2018  | Alberto Dainese           | Tommaso Fiaschi       | Leonardo Marchiori     |
| 2019  | Martin Marcellusi         | Alessandro Covi       | Samuele Battistella    |
| 2020  | Leonardo Marchiori        | Kevin Bonaldo         | Niccolò Ferri          |
| 2021  | Tommaso Nencini           | Luca Coati            | Kevin Bonaldo          |
| 2022  | Federico Guzzo            | Nicolò Buratti        | Nicolò Parisini        |
| 2023  | Francesco Della Lunga     | Tommaso Nencini       | Nicolò Buratti         |
| 2024  | Alessio Menghini          | Matteo Baseggio       | Tommaso Dati           |
| 2025  | Ben Granger               | Cesare Chesini        | Diego Nembrini         |